# Club Atlético de Madrid 2001-2002
Questa voce raccoglie le informazioni riguardanti il Club Atlético de Madrid nelle competizioni ufficiali della stagione 2001-2002.

## Stagione
Nella stagione 2001-2002 i Colchoneros, allenati da Luis Aragonés, vincono la Segunda Division, tornando nella massima serie dopo due anni. In Coppa del Re l'Atlético Madrid viene sconfitto al primo turno dai concittadini del Rayo Vallecano.

## Maglie e sponsor
| Casa | Trasferta | Terza divisa |

## Rosa
| N. |                                 | Ruolo | Calciatore         |
| -- | ------------------------------- | ----- | ------------------ |
| 1  | Spagna (bandiera)               | P     | Esteban Suárez     |
| 2  | Spagna (bandiera)               | D     | Txomin Nagore      |
| 3  | Spagna (bandiera)               | D     | Jorge Otero        |
| 4  | Bosnia ed Erzegovina (bandiera) | D     | Mirsad Hibić       |
| 5  | Spagna (bandiera)               | D     | Iván Amaya         |
| 6  | Spagna (bandiera)               | D     | Santiago Denia     |
| 7  | Spagna (bandiera)               | C     | José María Movilla |
| 8  | Argentina (bandiera)            | D     | Juan Andrés Gómez  |
| 9  | Spagna (bandiera)               | A     | Fernando Torres    |
| 10 | Uruguay (bandiera)              | A     | Fernando Correa    |
| 11 | Jugoslavia (bandiera)           | C     | Jovan Stanković    |
| 12 | Spagna (bandiera)               | D     | Armando Álvarez    |

| N. |                       | Ruolo | Calciatore                |
| -- | --------------------- | ----- | ------------------------- |
| 13 | Argentina (bandiera)  | P     | Germán Burgos             |
| 14 | Portogallo (bandiera) | C     | Dani                      |
| 15 | Spagna (bandiera)     | D     | Carlos Aguilera Martín    |
| 16 | Spagna (bandiera)     | C     | Albert Luque              |
| 17 | Spagna (bandiera)     | C     | Lluís Carreras            |
| 18 | Spagna (bandiera)     | C     | Roberto Fresnedoso        |
| 19 | Spagna (bandiera)     | C     | Jesús Muñoz               |
| 21 | Spagna (bandiera)     | D     | José Antonio García Calvo |
| 22 | Uruguay (bandiera)    | A     | Diego Alonso              |
| 23 | Spagna (bandiera)     | C     | Gonzalo Colsa             |
| 25 | Spagna (bandiera)     | P     | Antonio Jiménez Sistachs  |
| 27 | Spagna (bandiera)     | C     | Juanma Ortiz              |

## Risultati

### Segunda División

#### Girone d'andata
| Arbitro: | Sáiz Elizondo |

|                        |           |  |
| F. Torres 68’ Dani 87’ | Marcatori |  |

| Arbitro: | Rubio Iniesta |

|  |           |                               |
|  | Marcatori | 34’, 42’ Alonso 46’ Stanković |

| Arbitro: | Martinez Terrén |

|            |           |            |
| Alonso 80’ | Marcatori | 41’ Ismael |

| Arbitro: | Francisco Manuel Arcas Piqueres |

|  |           |                            |
|  | Marcatori | 24’, 46’ Correa 29’ Alonso |

| Arbitro: | Miguel Carlos Román González |

|                        |           |            |
| Correa 8’ G. Calvo 57’ | Marcatori | 40’ Josemi |

| Salamanca 29 settembre 2001 6ª giornata | Salamanca                  | 0 – 0 referto | Atlético Madrid | Butarque (11 000 spett.)\| Arbitro: \| Fernando Teixeira Vitienes \| |
| Arbitro:                                | Fernando Teixeira Vitienes |               |                 |                                                                      |

| Arbitro: | Manuel Pérez Lima |

|            |           |               |
| Alonso 67’ | Marcatori | 16’ R. Molina |

| Arbitro: | Angel Rodoado Rodriguez |

|                                        |           |            |
| Lozano 46’ (rig.) Ledjachov 89’ (rig.) | Marcatori | 16’ Correa |

| Arbitro: | David Fernández Borbalán |

|                     |           |  |
| Cidoncha 54’ (aut.) | Marcatori |  |

| Arbitro: | Tristante Oliva |

|            |           |                         |
| Armada 88’ | Marcatori | 30’ Alonso 81’ Aguilera |

| Arbitro: | Miguel Garcia Delgado |

|                                 |           |                     |
| Aguilera 8’ Dani 65’ Correa 84’ | Marcatori | 38’ Toril 88’ Basti |

| Arbitro: | Ricardo Segura Garcia |

|  |           |                        |
|  | Marcatori | 5’ Aguilera 56’ Alonso |

| Arbitro: | Carlos Clos Gómez |

|                                                     |           |  |
| F. Torres 22’ Alonso 45’ (rig.) Dani 64’ Correa 89’ | Marcatori |  |

| Arbitro: | Bello Rebolo |

|                                        |           |            |
| Loreto 20’ Carrero 36’ Toni 89’ (aut.) | Marcatori | 29’ Nagore |

| Arbitro: | Antonio Javega Jimenez |

|  |           |              |
|  | Marcatori | 17’ Aguilera |

| Arbitro: | Bello Rebolo |

|            |           |  |
| Correa 15’ | Marcatori |  |

| Arbitro: | José Luis Paradas Romero |

|               |           |                          |
| F. Prieto 81’ | Marcatori | 59’ Alonso 76’ F. Torres |

| Madrid 9 dicembre 2001 18ª giornata | Atlético Madrid | 0 – 0 referto | Real Oviedo | Vicente Calderón (54 000 spett.)\| Arbitro: \| Tristante Oliva \| |
| Arbitro:                            | Tristante Oliva |               |             |                                                                   |

| Arbitro: | David Fernández Borbalán |

|                             |           |  |
| Santi 45’ (aut.) Moreno 63’ | Marcatori |  |

| Arbitro: | Ayza Gámez |

|                         |           |  |
| F. Torres 63’ Luque 89’ | Marcatori |  |

| Arbitro: | Luis Miguel Martínez Torrén |

|  |           |                                      |
|  | Marcatori | 39’ Carreras 47’ Hibić 78’, 82’ Dani |

#### Girone di ritorno
| Arbitro: | Fidel Valle Gil |

|            |           |  |
| Sierra 12’ | Marcatori |  |

| Arbitro: | Amador García Delgado |

|                   |           |  |
| Alonso 51’ (rig.) | Marcatori |  |

| Arbitro: | José Luis Paradas Romero |

|            |           |            |
| Ismael 44’ | Marcatori | 20’ Alonso |

| Arbitro: | Rubio Iniesta |

|  |           |                     |
|  | Marcatori | 62’ Óscar 74’ Villa |

| Arbitro: | Eduardo Pérez Izquierdo |

|                           |           |                                          |
| Lima 31’ (rig.) Kaiku 64’ | Marcatori | 40’, 90’ F. Torres 61’ Correa 87’ Alonso |

| Arbitro: | David Jiménez Moreno |

|                         |           |              |
| Nagore 39’ Aguilera 90’ | Marcatori | 60’ Makukula |

| Arbitro: | Bello Rebolo |

|              |           |                                    |
| Antoñito 50’ | Marcatori | 15’ Hibić 28’ Movilla 90+2’ Alonso |

| Arbitro: | José Luis Rebollo Soto |

|  |           |           |
|  | Marcatori | 87’ Pirri |

| Arbitro: | Fernando Román Román |

|  |           |           |
|  | Marcatori | 17’ Santi |

| Arbitro: | Carlos Clos Gómez |

|                         |           |                      |
| Aguilera 15’ Nagore 47’ | Marcatori | 87’ Parri 90’ Marini |

| Arbitro: | Jávega Jiménez |

|                      |           |              |
| Juanlu 39’ Basti 44’ | Marcatori | 45’ Aguilera |

| Madrid 23 marzo 2002 33ª giornata | Atlético Madrid | 0 – 0 referto | Córdoba | Vicente Calderón (45 000 spett.)\| Arbitro: \| Valle Hernández \| |
| Arbitro:                          | Valle Hernández |               |         |                                                                   |

| Arbitro: | Fernando Teixeira Vitienes |

|                                                |           |          |
| Serrano 20’ Nino 27’, 67’ Ivars 75’ Israel 89’ | Marcatori | 82’ Dani |

| Arbitro: | Lizondo Cortés |

|                                            |           |                                  |
| Alonso 31’ (rig.), 43’, 90+2’ Aguilera 59’ | Marcatori | 45’ (rig.) Cuadrado 90+4’ Loreto |

| Madrid 14 aprile 2002 36ª giornata | Atlético Madrid | 0 – 0 referto | Xerez | Vicente Calderón (55 000 spett.)\| Arbitro: \| Segura García \| |
| Arbitro:                           | Segura García   |               |       |                                                                 |

| Arbitro: | Ayza Gámez |

|           |           |                              |
| Bordi 82’ | Marcatori | 20’ (rig.) Alonso 85’ Correa |

| Arbitro: | Bello Rebolo |

|                            |           |                               |
| Alonso 17’, 70’ Correa 81’ | Marcatori | 10’ A. Tomás 74’, 90’ Cuéllar |

| Arbitro: | Tristante Oliva |

|                           |           |                             |
| Tomic 27’ Geni 90’ (rig.) | Marcatori | 7’, 89’ Correa 86’ Carreras |

| Arbitro: | Rubio Iniesta |

|                            |           |                           |
| Alonso 21’, 69’ Correa 36’ | Marcatori | 30’ Jesús 55’ (rig.) Poli |

| Arbitro: | Martinez Terrén |

|          |           |  |
| Mora 74’ | Marcatori |  |

| Arbitro: | Jávega Jiménez |

|            |           |            |
| Alonso 18’ | Marcatori | 41’ Merino |

### Coppa del Re
| Arbitro: | López Nieto |

|                      |           |                                     |
| F. Torres 12’ (rig.) | Marcatori | 24’ (rig.) Pablo Sanz 34’, 65’ Bolo |

## Statistiche

### Statistiche di squadra
| Competizione     | Punti | Totale | Totale | Totale | Totale | Totale | Totale | DR  |
| Competizione     | Punti | G      | V      | N      | P      | Gf     | Gs     | DR  |
| ---------------- | ----- | ------ | ------ | ------ | ------ | ------ | ------ | --- |
| Segunda División | 79    | 42     | 23     | 10     | 9      | 68     | 44     | +24 |
| Coppa del Re     | -     | 1      | 0      | 0      | 1      | 1      | 3      | -2  |
| Totale           | -     | 43     | 23     | 10     | 10     | 69     | 47     | +22 |